# Libelloides coccajus
Libelloides coccajus, je vrsta mrežokrilca koja pripada porodici Ascalaphidae, potfamiliji Ascalaphinae.

## Distribucija
Ovaj retki insekt je prisutan u Francuskoj, Češkoj, Nemačkoj, Italiji, Španiji i Švajcarskoj.

## Galerija
- Ženka sa jajima
- Muzejski primerak